# 上野 (さいたま市)
上野（うえの）は、埼玉県さいたま市岩槻区の町名および大字。現行行政地名は上野一丁目から六丁目、および大字上野。住居表示未実施地区。郵便番号は339-0073。

## 地理
埼玉県の中央地域で、さいたま市岩槻区の北部に位置している。町丁部分と大字部分に分かれる。1977年（昭和52年）頃から大規模な区画整理が実施され、町丁部分は慈上野・古ヶ場工業団地（岩槻工業団地）として田畑を開発したエリアである。工業団地には藤倉ゴム岩槻工場などの工場が立地している。南辻との境界は元荒川超え、慈恩寺橋南東にある。
日光御成街道沿線に大字の飛び地がある。
縄文期の遺跡である「上野貝塚」が地区内に存在する。

## 歴史
もとは江戸期より存在した武蔵国埼玉郡岩槻領に属する上野村であった。古くは箕輪郷（みのわごう）騎西荘に属していたと云われている。村高は正保年間の『武蔵田園簿』では375石余（田67石余、畑307石余）、『元禄郷帳』では393石余、『天保郷帳』では310石余であった。化政期の戸数は45軒で、村の規模は東西4町、南北10町であった。
- 初めは岩槻藩領、1756年（宝暦6年）より幕府領となる[6]。なお、検地時期は不明[注釈 1]。
- 1629年（寛永6年） - 地区の南側を流れる荒川の流路が変更され、旧流路が元荒川となる。
- 1871年（明治4年）11月13日 - 第1次府県統合により埼玉県の管轄となる。
- 1879年（明治12年）3月17日 - 郡区町村編制法により成立した南埼玉郡に属す。郡役所は岩槻町に設置。
- 1889年（明治22年）4月1日 - 町村制施行に伴い、慈恩寺、裏慈恩寺、表慈恩寺、古ヶ場、徳力、鹿室、上野、南辻、小溝、相野原の10箇村が合併し、慈恩寺村が成立し、慈恩寺村の大字上野となる。
- 時期不明（大正末頃） - 蛇行する元荒川に捷水路が開削され、一部の地域が右岸側に分断される[8]。
- 1954年（昭和29年）
  - 5月3日 - 慈恩寺村が岩槻町、新和村、和土村、柏崎村、河合村、川通村と合併し、岩槻町が成立[9][10]。岩槻町の大字となる。
  - 7月1日 - 岩槻町が市制施行し、岩槻市となる[10]。岩槻市の大字となる[11]。
- 1976年（昭和51年）11月12日 - 一部を施行区域に含む上野・古ヶ場土地区画整理事業の都市計画決定が告示される[12]。
- 1977年（昭和52年）
  - 2月12日 - 上野・古ヶ場土地区画整理事業の事業計画決定が告示される[12]。
  - この年 - 上野・古ヶ場土地区画整理事業に着手[5]。
- 1987年（昭和62年）8月9日 - 上野・古ヶ場土地区画整理事業換地処分が前日に行われた[12]ことに伴い、町名地番変更が行われ、大字上野、大字南辻、大字表慈恩寺、大字裏慈恩寺、大字慈恩寺、大字古ケ場の各一部から上野一丁目〜六丁目が成立。
- 2005年（平成17年）4月1日 – 岩槻市がさいたま市と合併し、さいたま市岩槻区の町名および大字となる。

## 世帯数と人口
2021年（令和3年）1月1日時点の世帯数と人口は以下の通りである。
| 町字       | 世帯数    | 人口    |
| ---------- | --------- | ------- |
| 大字上野   | 323世帯   | 727人   |
| 上野一丁目 | 457世帯   | 1013人  |
| 上野二丁目 | 247世帯   | 442人   |
| 上野三丁目 | 86世帯    | 160人   |
| 上野四丁目 | 18世帯    | 32人    |
| 上野五丁目 | 0世帯     | 0人     |
| 上野六丁目 | 189世帯   | 481人   |
| 計         | 1,320世帯 | 2,855人 |

## 小・中学校の学区
市立小・中学校に通う場合、学区（校区）は以下の通りとなる。
| 町字       | 区域                               | 小学校                   | 中学校                   |
| ---------- | ---------------------------------- | ------------------------ | ------------------------ |
| 大字上野   | 1〜17､118〜123､158〜160            | さいたま市立城北小学校   | さいたま市立城北中学校   |
| 大字上野   | 18〜117､124〜128､228〜233､406〜416 | さいたま市立上里小学校   | さいたま市立桜山中学校   |
| 大字上野   | 315〜365                           | さいたま市立東岩槻小学校 | さいたま市立桜山中学校   |
| 大字上野   | 742〜744､887〜985､1011以降         | さいたま市立慈恩寺小学校 | さいたま市立慈恩寺中学校 |
| 上野一丁目 | 全域                               | さいたま市立上里小学校   | さいたま市立桜山中学校   |
| 上野二丁目 | 全域                               | さいたま市立東岩槻小学校 | さいたま市立桜山中学校   |
| 上野三丁目 | 全域                               | さいたま市立慈恩寺小学校 | さいたま市立慈恩寺中学校 |
| 上野四丁目 | 1〜3番地                           | さいたま市立東岩槻小学校 | さいたま市立桜山中学校   |
| 上野四丁目 | 5-6番地                            | さいたま市立慈恩寺小学校 | さいたま市立慈恩寺中学校 |
| 上野五丁目 | 全域                               | さいたま市立慈恩寺小学校 | さいたま市立慈恩寺中学校 |
| 上野六丁目 | 全域                               | さいたま市立慈恩寺小学校 | さいたま市立慈恩寺中学校 |

## 交通
地内に鉄道は敷設されていない。東武野田線（東武アーバンパークライン）東岩槻駅が最寄り駅となる。

### 道路
- 埼玉県道65号（日光御成街道）
- 上野長宮線
- 東大宮岩槻線

## 施設
- 慈上野・古ヶ場工業団地
- さいたま市消防局 岩槻消防署上野出張所
- 岩槻上野郵便局
- 鷲宮神社
- 宝生院
- 上野自治会集会所
- 上野東公園
- 鷲宮児童公園
- 松山児童公園
- 岩槻上野南児童公園